# IC 2065
IC 2065 ist eine Spiralgalaxie vom Hubble-Typ Sa? im Sternbild Schwertfisch am Südsternhimmel, die schätzungsweise 181 Millionen Lichtjahre von der Milchstraße entfernt ist.
Entdeckt wurde das Objekt im Jahr 1899 von DeLisle Stewart.